# Microrphium pubescens
Microrphium pubescens är en gentianaväxtart. Microrphium pubescens ingår i släktet Microrphium och familjen gentianaväxter.

## Underarter
Arten delas in i följande underarter:
- M. p. elmerianum
- M. p. pubescens